# Tugu Utara (Koja)
Tugu Utara is een kelurahan in het bestuurlijke gebied Jakarta Utara in de provincie Jakarta, Indonesië. De wijk telt 71.141 inwoners (volkstelling 2010).